# Pristina aequiseta
Pristina aequiseta is een ringworm uit de familie van de Naididae. De wetenschappelijke naam van de soort is voor het eerst geldig gepubliceerd in 1891 door Bourne.